# Куцев, Анатолий Николаевич
Анатолий Николаевич Куцев (укр. Анатолій Миколайович Куцев; 20 апреля 1959, Бендеры — 26 июня 2016) — советский футболист, выступавший на позиции защитника. После завершения карьеры игрока начал заниматься футбольным арбитражем, который совмещал с тренерской работой в женском футболе. Возглавлял женские молодежную и национальную сборные Украины.

## Биография
Родился в городе Бендеры, воспитанник местной ДЮСШ-2, где его тренером был Анатолий Делибалт. Профессиональную карьеру начал в днепропетровском «Днепре» — в 1977 году выступал за дублирующий состав «днепрян», а уже в следующем сезоне начал привлекаться к матчам основы. Впрочем, закрепиться в этом клубе ему не удалось, и он вернулся в Молдавию, где провёл первую половину 1979 года в местном «Нистру». Следующей командой 20-летнего защитника стал никопольский «Колос», в составе которого Куцев стал победителем украинской зоны во второй лиге чемпионата и получил право выступать в первой лиге. Далее в карьере футболиста был период выступлений в криворожском «Кривбассе» и второе зональное «золото» второй лиги. В 1982 году Анатолий оказался в киевском СКА, вместе с которым сначала вылетел из первой лиги, а затем вернулся ко второму по значимости советскому дивизиону. Отыграв чемпионат 1984 года в составе «Кривбасса», Куцев перешёл в ряды ирпенского «Динамо», которое позже перебазировалось в Белую Церковь. В составе этой команды Анатолий Куцев провел более 150 матчей и завершил карьеру игрока.
В 1994 году он начал работать помощником главного тренера национальной женской сборной Украины. Занимал эту должность до 2000 года. В то же время обслуживал матчи различных лиг мужского чемпионата в качестве главного арбитра. Дебютировал в высшей лиге 15 апреля 2001 года в поединке «Металлист» — «Ильичёвец». В 2004 году прекратил судейскую карьеру, будучи в то время главным тренером молодёжной женской сборной Украины. С 2006 года обслуживает матчи различных уровней чемпионатов Украины в качестве инспектора ФФУ (матчи высшей лиги — с 2010 года). В 2007 году Анатолий Куцев был назначен главным тренером женской национальной сборной Украины, вместе с которой он добился первого крупного успеха в истории женского футбола Украины, выйдя в финальный этап чемпионата Европы 2009 года.
Окончил Киевский государственный институт физической культуры. В 2013 году по случаю 100-летия коллегии футбольных арбитров и инспекторов города Киева Был награждён Благодарностью Киевского городского головы и орденом Федерации футбола Киева «Знак почёта».
Скончался 26 июня 2016 года в возрасте 57 лет ушёл из жизни.
Брат Вячеслав (род. 1952) — футболист. Брат Владимир (род. 1954) — футболист, судья.